# Retenciones a las exportaciones (Argentina)
Las retenciones a las exportaciones son una carga fiscal del estado argentino sobre los ingresos brutos obtenidos de bienes y servicios exportados sin discriminar volumen de venta, costos ni gastos. Se han aplicado con intermitencias desde el siglo XIX.  Argentina es el país que más grava impuestos a las exportaciones en el mundo en relación con la recaudación total.

## Los derechos de exportación en Argentina y otros países

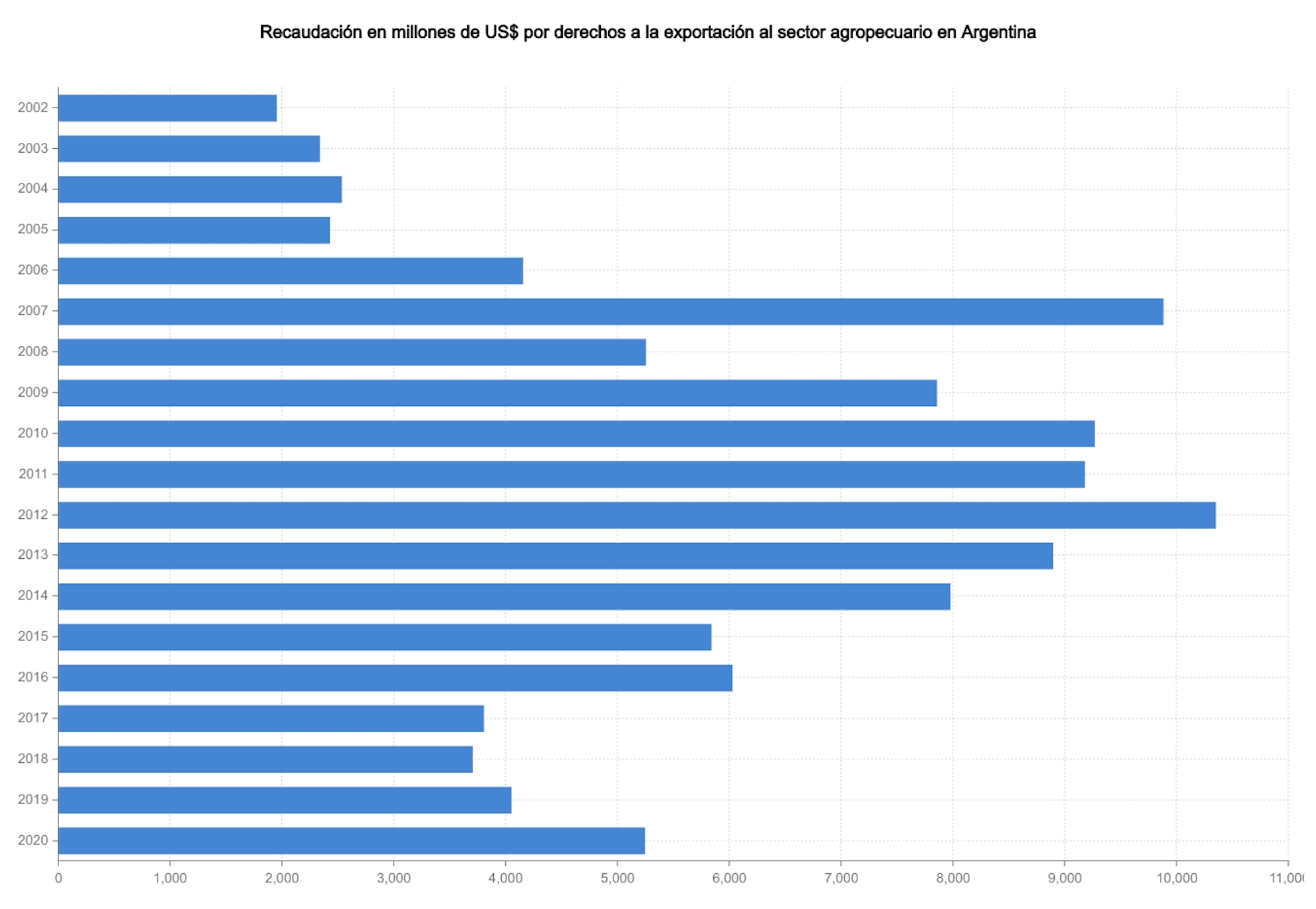
Recaudación en millones de US$ por derechos a la exportación al sector agropecuario en Argentina

Sobre 180 países relevados, solo Argentina junto a una docena de países aplican derechos de exportación con cierto grado de relevancia.  El país es, junto con Kazajistán, la nación que más grava con dicho impuesto a las exportaciones, alcanzando ese porcentaje al 6,5% en el 2017 y un record de 11% en el 2021. Entre los primeros cincuenta exportadores del mundo, solo Argentina junto a otros cuatro países aplican el gravamen, y si se toman los primeros treinta, aparece solamente Rusia. Actualmente el 85% de los ingresos por retenciones provienen del sector agro. La eliminación del impuesto en Argentina entre 1991 y 2001 contribuyó a un aumento del área de producción y la inversión en el sector agro.
Desde el año 2002, cuando el impuesto fue restablecido, las retenciones aportaron al fisco aproximadamente US$ 130 000 millones, el 80% de ese monto se recaudaron por exportaciones del agro. En el año 2021 los derechos de exportación alcanzaron la cifra de US$ 10.128 millones, representando el 11% de la recaudación total del gobierno nacional.

## Efectos distorsivos del gravamen
Según algunos analistas las retenciones son responsables de múltiples efectos distorsivos, .
- Aplicación sobre facturación: las retenciones se aplican directamente sobre el precio de venta sin tener en cuenta ninguna variable previa como costos, volumen de producción o rinde. El impuesto se implementa antes de poder determinar si efectivamente hubo ganancias y el porcentaje no diferencia grandes productores de chicos.
- Producción, inversión y exportación: se genera una disminución notoria de los incentivos al afectar negativamente la rentabilidad del productor, con la consiguiente disminución de área sembrada o desplazamiento a cultivos con menor alícuota pero menor precio de exportación. La disponibilidad del bien exportable repercute en mayor nivel de precios si la demanda se mantiene intacta en el mercado interno. También se ve afectada la generación de divisas para el Estado de Argentina y el empleo en zonas rurales. Las áreas de trigo sembradas cayeron de 7 millones de hectáreas en el 2002 a 3,1 millones en el 2012.
- Competitividad de PyMEs: las empresas con menor escala se ven más impactadas por este impuesto, imposibilitandolas de ofrecer productos a precios razonables en el mercado internacional.[7]
- Cambios constantes en alícuotas: la falta de previsión respecto de la alícuota de retenciones ante cada cambio de gobierno o incluso dentro del mismo período afectan las decisiones de inversión, especialmente cuando las ventas se realizan a mercados del exterior y requieren estabilidad macroeconómica para cumplir con los contratos, especialmente en la producción de bienes manufacturados o servicios de software.
- Pérdida de mercados: los cumplimientos de contrato se vuelven irregulares por modificación en cantidades o precio, se pierden clientes del exterior y recuperarlos nuevamente requiere plazos prolongados.[6][8]

## Historia

### sigloXIX
Las primeras aplicaciones de derechos de exportación en Argentina se remontan al siglo XIX, cuando el estado se financiaba principalmente a través de la Aduana cobrando tributos a las exportaciones (retenciones) e importaciones (aranceles). Estos tributos, que en un primer momento era cobrados por los gobiernos provinciales (esencialmente el de la provincia de Buenos Aires), a partir de la constitución de 1853 pasaron a ser potestad del gobierno central.  Buenos Aires recién se sumaría a la Confederación Argentina, y aceptaría su constitución, luego de la firma del Pacto de San José de Flores en 1859. Sin embargo, la aceptación de la constitución de 1853 estaba supeditada a una reforma que subsanara los problemas que generaba para el provincia quedarse sin su principal fuente de ingresos. Se acordó un plazo de cinco años para eliminar los derechos de exportación, a la vez que se dispuso que la Nación cubriría los fondos faltantes de la provincia. Sin embargo, en 1866, durante la presidencia de Bartolomé Mitre, se realizaría una nueva reforma constitucional para restablecer la facultad del Congreso Nacional de establecer derechos a la exportación.

### sigloXX
El sistema de retenciones se mantendría casi sin modificaciones hasta 1905, cuando sería eliminado por los gobiernos conservadores-liberales del Partido Autonomista Nacional que llevaron adelante una política económica agroexportadora. Volvió a ser establecido entre 1918 y 1925, durante las presidencias de Hipólito Yrigoyen y Marcelo T. de Alvear de la Unión Cívica Radical.  
En 1945 el país atravesaba por una caída de su producción agrícola debido al contexto internacional de guerra y a las políticas nacionales. El comercio exterior durante los primeros gobiernos de Perón fueron centralizados a través del Instituto Argentino de Promoción del Intercambio (IAPI). Este organismo, sucesor de la Junta Nacional de Granos, se encargaba de comprar los cereales, carnes y derivados a los productores, para luego exportarlos. En la práctica el IAPI actuaba como un doble monopolio, siendo el único comprador de la producción local y el único vendedor al exterior de la misma.  La intervención del organismo afectó negativamente la producción de trigo, maíz y centeno, siendo que el volumen producido en toneladas de estos tres cereales en 1940 había alcanzado los 19 millones y para 1955, año de disolución del IAPI, era solamente de 11 millones.
En 1955, el gobierno de facto conocido como Revolución Libertadora dispuso de retenciones a las exportaciones de forma transitoria por hasta el 25%. Parte de los impuestos a las exportaciones fueron destinados por ley al financiamiento del recién creado Instituto Nacional de Tecnología Agropecuaria (INTA).
Durante los años 1960 se mantuvieron los tributos aunque las alícuotas fueron bajas. En 1967 el ministro de economía de la «Revolución Argentina», Krieger Vasena, las elevó hasta el 20-25%, aunque luego volvieron a bajar gradualmente.
En 1973, durante el tercer gobierno de Perón, se firma el «Acta de compromiso para el desarrollo de las actividades agropecuarias, forestales y la pesca» con la Sociedad Rural, Coninagro, Carbap y Federación Agraria. Por medio de esta acta se eliminaron las retenciones para que aumentara la producción agrícola y ganadera. Tras la muerte de Perón asumió el gobierno su esposa y vicepresidenta, María Estela Martínez de Perón, quien en 1975 aumentó las retenciones hasta el 50%.
A comienzos de la última dictadura militar se bajaron las retenciones a un 46% y luego a un 5,6%. Sin embargo, hacia finales del gobierno militar, en 1982, las retenciones volvieron a subir y se mantuvieron durante el gobierno democrático de Alfonsín.
Durante el primer año y medio del gobierno de Carlos Menem se impusieron considerables tasas de retenciones a las exportaciones agropecuarias, llegando al 44 % para la soja y del 33 % para el maíz y el trigo. Ya en 1991 se eliminan la mayoría de las retenciones a la exportación, permaneciendo únicamente las que corresponden a las semillas de soja y girasol con una alícuota del 3,5%. Luego de estas medidas se produjo un incremento notorio tanto en producción como en exportaciones del sector agro.  Desde 1992 a 1999 las exportaciones de productos primarios pasaron de US$ 3500 millones a US$ 5145 millones y las exportaciones de manufacturas de origen agropecuario de US$ 4829 millones a 8192 millones.  Esta medida estuvo acompañada por otras que también impulsarían la productividad del sector agropecuario como la estabilidad económica e inflación casi nula, sumada a la eliminación y reducción de aranceles y regulaciones para importación y uso de insumos fitosanitarios, fertilizantes y maquinaria.  Para 1998 la producción de granos se había duplicado con respecto a la década anterior.

### sigloXXI
En abril de 2002, el presidente interino Eduardo Duhalde tomó la decisión de aumentar las retenciones, luego de un debate con su gabinete. La medida fue propuesta por el ministro de Economía Remes Lenicov, con el apoyo del Fondo Monetario Internacional, sosteniendo que se trataba del único modo de financiar el déficit del presupuesto y que, además, parte de dichos fondos podrían financiar el plan de subsidios a los desocupados que había anunciado el presidente Duhalde. Duhalde se oponía inicialmente, sosteniendo que profundizaría la recesión, pero luego cambió de opinión, aceptando un sistema que no fuera general. Se establecieron excepciones para los bienes con alto valor agregado y esenciales para las economías regionales, como la miel y los limones. Las retenciones a la exportación de granos (maíz y trigo) y oleaginosas (soja y girasol) fueron llevadas a un 20 % promedio, un 10 % para productos manufacturados, y un 5 % para el calzado. El Gobierno evaluó también la posibilidad de establecer un sistema de retenciones móviles «que acompañaran la cotización del dólar», pero finalmente se impuso el sistema de retenciones fijas defendido por el ministro Lenicov.
El precio internacional de la soja tuvo una caída en 2005 pero volvió a subir en los años subsiguientes, hasta alcanzar valores récord a comienzos de 2008. El presidente Néstor Kirchner aumentó dos veces las retenciones en enero y noviembre de 2007, acanzando un porcentaje de 35 % para la soja en bruto, 32 % para el aceite, 28 % para el trigo y 25 % e maíz. También se aplicaron retenciones del 45% al petróleo cuando el precio del barril llegó a 100 dólares en noviembre de 2007.
En diciembre de 2007 asume el gobierno Cristina Fernández de Kirchner y en marzo del año siguiente su Ministro de Economía, Martín Lousteau, anuncia la publicación de la Resolución 125/2008, que establecía un nuevo sistema de retenciones móviles a la exportación, sujetando a los precios internacionales. A raíz de esta medida se produjo un paro agropecuario patronal que se extendió por 129 días e incluyó bloqueo de rutas y desabastecimiento de las ciudades. En junio de 2008, la presidenta Fernández de Kirchner, envió al Congreso un proyecto de ley sobre las retenciones para que el Poder Legislativo resolviera la situación. El mismo obtuvo media sanción en Diputados pero no fue aprobado en el Senado debido al voto del vicepresidente de la Nación, Julio Cobos. La resolución fue dejada sin efecto al día siguiente.
Tras la asunción como presidente de Mauricio Macri en diciembre de 2015, se publicó el decreto 133/2015 que eliminó las retenciones para el trigo, maíz, carne y productos regionales, mientras que redujo las retenciones a la soja un 5%, por lo que quedaron en un 30%. En febrero de 2016 se anunció la eliminación de las retenciones a las actividades mineras. Sin embargo, en 2018, tras una crisis cambiaria el gobierno volvió a aumentar las retenciones a todos los productos a un 12% con techo en 4 pesos por cada dólar exportado para productos primarios y 3 pesos por dólar para productos con valor agregado.
En diciembre de 2019, el gobierno de Alberto Fernandez aumentó nuevamente los derechos de exportación mediante el Decreto 37/2019 y la Ley 27541 de Solidaridad Social y Reactivación Productiva.  Las retenciones aplicadas al poroto de soja se encuentran en el máximo permitido por la ley, un 33%.  El trigo y el maíz se encuentran afectados en un 12%, la carne un 9% y los lácteos un 15%.  Los derechos a la exportación de servicios también sufrieron cambios, eliminándose el tope en pesos y colocando la tasa en un 5%.  Aquellas empresas inscriptas en el Registro de la Ley de Promoción de la Economía del Conocimiento tienen una alícuota de 0% pero la mayor parte de los exportadores de servicios no pueden encuadrarse dentro de dicho régimen. Durante el año 2020 el agro aportó en retenciones US$ 5.240 millones y en el 2021 un record de US$ 10.128 millones.
En 2024, el Gobierno de Javier Milei prometió eliminar por completo las retenciones. El 6 de agosto de ese año, a través del Decreto 697/2024, se oficializó una considerable reducción de las retenciones, eliminando los derechos de exportación a los productos de la categoría vaca y de las cadenas porcina y láctea, así como la reducción del 25% en las retenciones para distintas cadenas de carne (bovina y aviar, entre otras). Casi un año después, el 26 de julio, en La Rural, se anunció una reducción permanente de las retenciones de carne aviar y vacuna (de 6,75% a 5%), el maíz (de 12% a 9,5%), el sorgo (de 12% a 9,5%), el girasol (de 7% a 5%), la soja (de 33% a 26%) y a sus subproductos (de 31% a 24,5%). También se confirmó que las reducciones transitorias del trigo y la cebada (las cuales habían sido reducidas de 12% a 9,5% mediante el decreto 38/2025) se harán permanentes. Según el presidente en La Rural, esto redunda en una reducción de retenciones de las alícuotas para las cadenas de granos del 20%, y una reducción de retenciones a la cadena de ganado y carnes del 26%, las cuales serán permanentes. Se oficializó mediante el decreto 526/25, el cuál se publicó en el boletín oficial 4 días después del anuncio.